# Microregione di Itaperuna
Itaperuna è una microregione dello Stato di Rio de Janeiro in Brasile, appartenente alla mesoregione di Noroeste Fluminense.

## Comuni
Comprende 7 municipi:
- Bom Jesus do Itabapoana
- Italva
- Itaperuna
- Laje do Muriaé
- Natividade
- Porciúncula
- Varre-Sai